# Hamidia indica
Hamidia indica — вид хромістів, що належить до монотипового роду Hamidia.